# Solidaires Transport

La fédération Solidaires Transport regroupe les syndicats de l'Union syndicale Solidaires en lien avec le transport (transports urbains, aérien, routier...).
Les organisations membres :
- ALTER
- SNAMSAC
- SUD Aérien
- SUD Autoroutes
- SUD Rail
- Solidaires RATP
- SUD Recherche
  - INRETS
- SUD-Solidaires Route
  - ABX Logistics
  - Norbert Dentressangle
  - Mory Team
- SUD Taxis
- SUD Urbain
  - Ilévia
  - SEMITAN